# Togolesi in Italia
I togolesi in Italia sono una piccola comunità migrante di circa 5.600 persone, originarie o discendenti del Togo, presenti in Italia sin dagli anni ottanta.
Nel 2017 c'erano, secondo l'Istat, 5.551 migranti regolari dal Togo in Italia. Nel 2006 erano 2.695. Le tre città con la maggior concentrazione di togolesi in Italia sono Roma, Milano e Lodi.